# Henry Martyn Congdon
Henry Martyn Congdon (1834-1922) est un architecte et designer américain.

## Biographie
Fils d'un prêtre épiscopal fondateur de la New York Ecclesiological Society, il est né à Brooklyn, New York. En 1854, il est diplômé de Columbia College, où il est membre de Psi Upsilon
Congdon est l'apprenti de John W. Priest, et après la mort de Priest, assume son activité, située à l'époque à Newburgh, New York. II transfère le cabinet à  Manhattan, en coopérant avec Emlen T. Littel et J. Cleveland Cady, pratiquant seul jusqu'à ce qu'il soit rejoint par son fils, Herbert Wheaton Congdon. Il réside à Brooklyn au moment de sa mort.
Spécialisé dans les églises, il a conçu de nombreuses églises épiscopales au cours de sa carrière, principalement dans la tradition Néo-Gothique.
Au cours de la Guerre Civile, il sert en tant que membre du 7e Régiment. Au cours de sa carrière, il est vice-président de la Brooklyn Academy of Arts and Sciences et secrétaire de l'American Institute of Architects.

## Travaux
Ses conceptions d'église incluent :
- Église épiscopale de la Sainte Communion, Saint-Pierre, dans le Minnesota, 1869.
- Église épiscopale Saint-Thomas (maintenant l'Union Baptiste), Hartford, Connecticut, 1871.
- Église épiscopale Saint-André, Manhattan, à New York, 1872.
- Église épiscopale du Calvaire, Utica, New York, 1872.
- Chapelle du Bon Pasteur, Shattuck-Saint Mary's School, Faribault, Minnesota, 1872.
- Église épiscopale Grace, Paducah, Kentucky, 1873.
- Église épiscopale de la Trinité, Lime Rock, Connecticut, 1874.
- Église épiscopale du Christ, Saint-Michel, Dans Le Maryland, 1878.
- Église épiscopale St. Lukes, Au Liban, En Pennsylvanie, 1880.
- Église épiscopale du Christ, Portsmouth, New Hampshire, 1883, brûlé 1963.
- Église épiscopale Saint-Marc, Cheyenne, dans le Wyoming, 1886.
- Église épiscopale St. James, Cambridge, Massachusetts, 1888.
- Église épiscopale du Christ, De Westerly, Rhode Island, 1894.
- Église épiscopale du Christ, Ansonia, Connecticut, 1896.
- Le Calvaire De L'Église Épiscopale, Summit, Dans Le New Jersey, 1896.
- Église épiscopale de la Trinité, Torrington, Connecticut, 1898.
- Église épiscopale de la Trinité, Carbondale, En Pennsylvanie, 1899.
- Église Épiscopale de Tous Les Saints, Easton, Dans Le Maryland, 1900.
- Église Épiscopale Saint-Jean, Boulder, Colorado, 1903.
- Église Épiscopale du Christ New Brighton, Staten Island, New York, 1904.
- Église épiscopale Saint-Paul, Philipsburg, en Pennsylvanie, 1911.

Il a également conçu un certain nombre de fonts baptismaux et similaires accessoires pour d'autres églises.

## Galerie

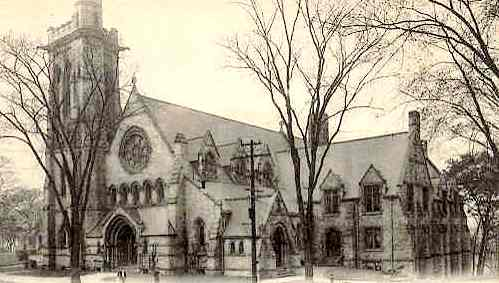
Église épiscopale du Christ (1896), Ansonia, Connecticut
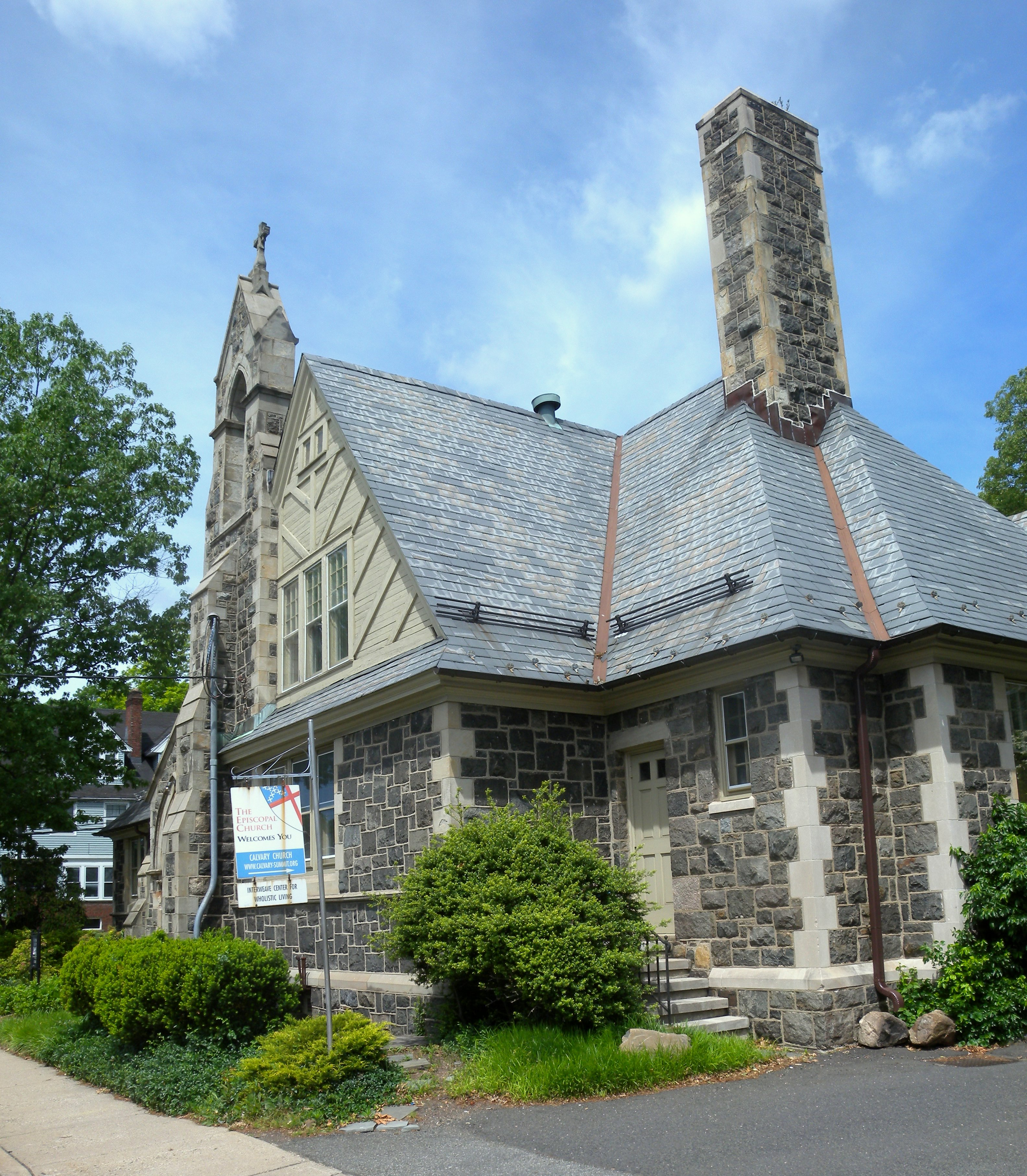
Église épiscopale du Calvaire (1896), Summit, New Jersey.
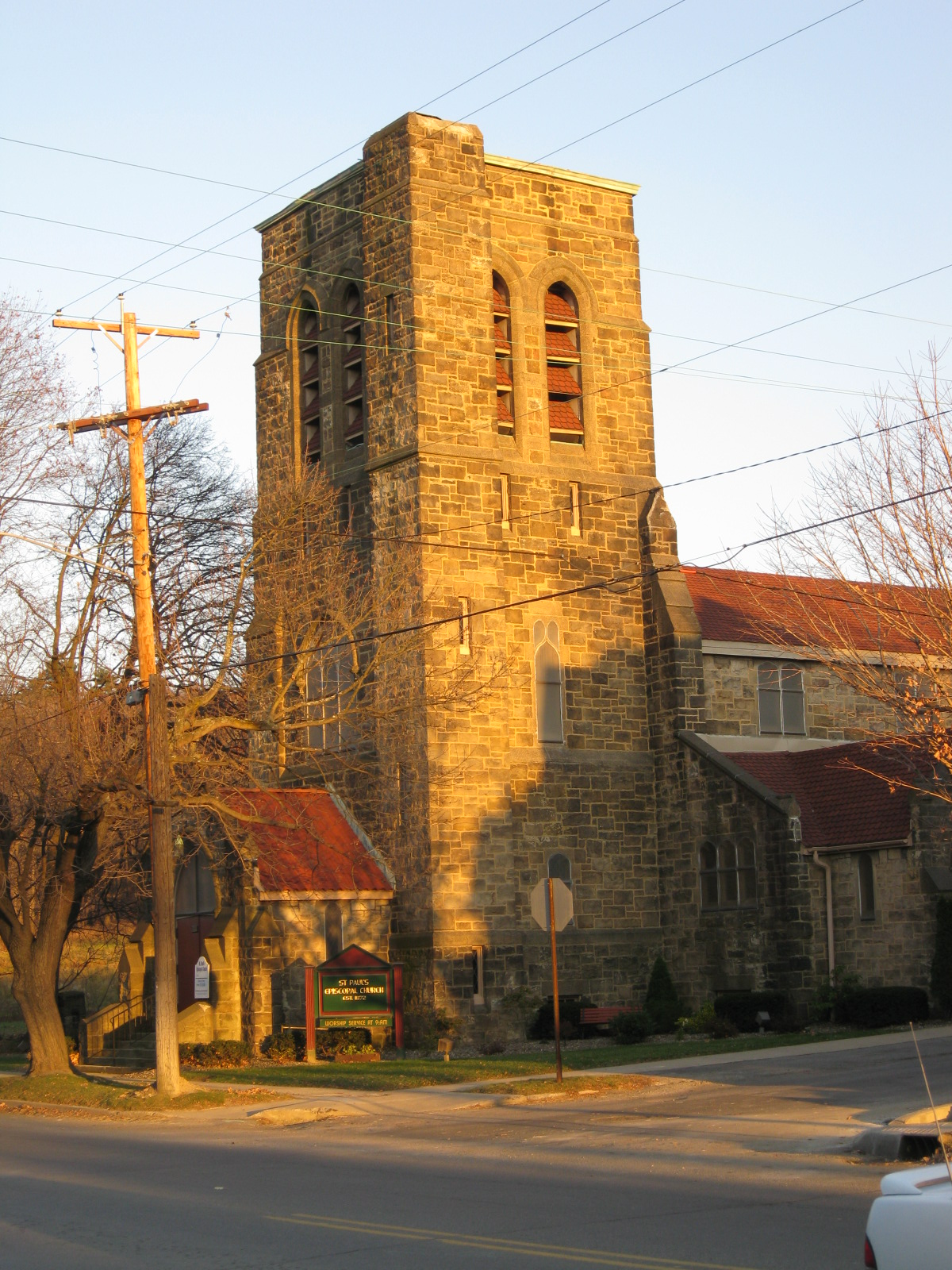
Église épiscopale Saint-Paul (1911), Philipsburg, Pennsylvanie.
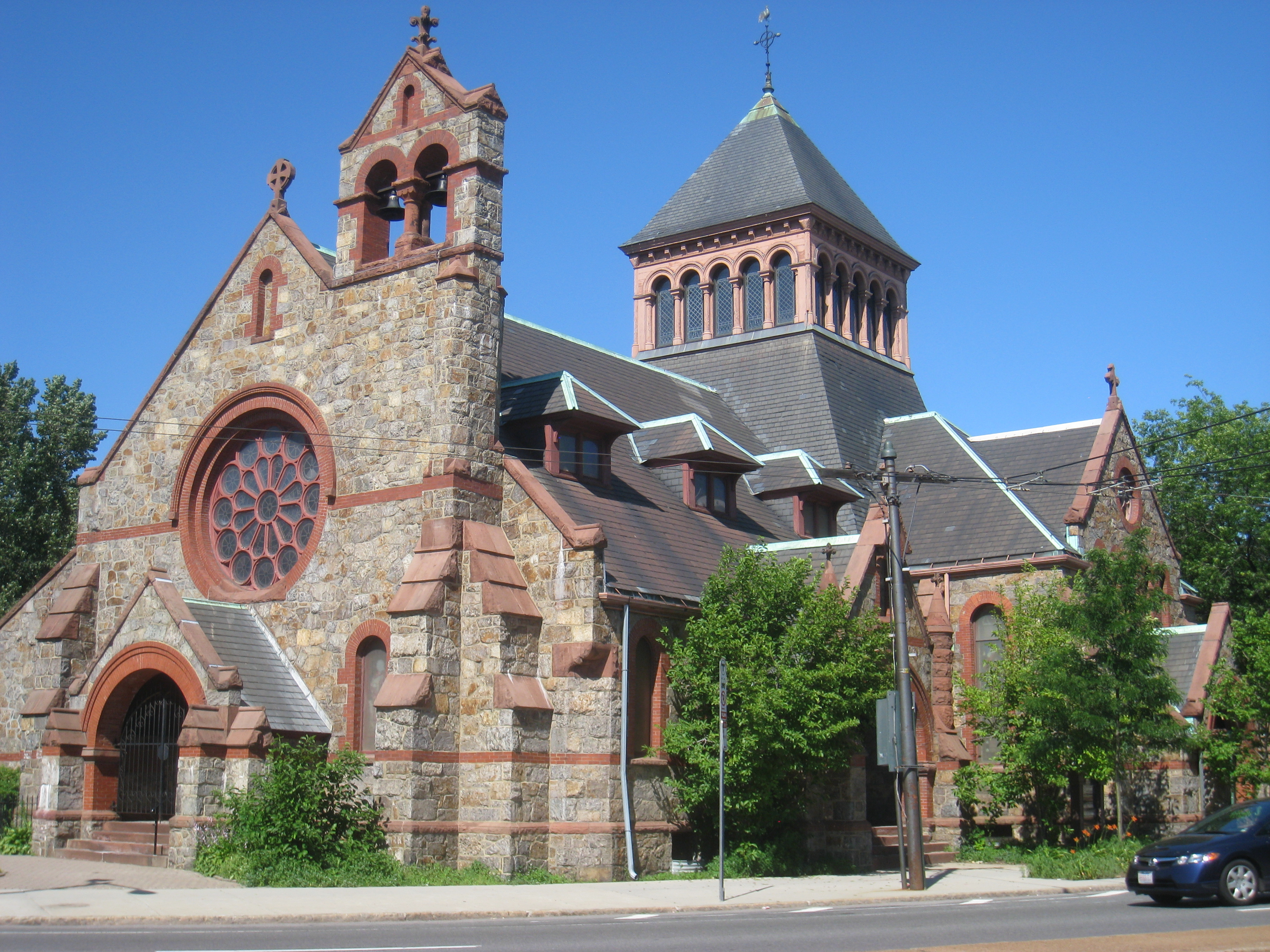
Église épiscopale St. James, Cambridge, Dans Le Massachusetts.